# Walter Matthiae
Walter Matthiae (* 3. August 1880 auf Gut Rynneck bei Montowo in Westpreußen; † 27. Juni 1960 in Wiesbaden) war ein deutscher Vizeadmiral der Kriegsmarine.

## Leben
Walter Matthiae trat nach dem Abitur am 7. April 1900 in die Kaiserliche Marine ein. Am 9. Juli 1910 wurde er als Adjutant bei der Werft in Wilhelmshaven Kapitänleutnant. Später war er bis Oktober 1914 zur Disposition beim Festungskommandanten Wilhelmshaven, kam dann bis Juli 1917 als Navigationsoffizier auf die Pillau. Bis Kriegsende war er Admiralstabsoffizier bei der Marinestation der Nordsee und zugleich Vorstand der Nachrichtenabteilung.
Nach dem Krieg wurde er in die Reichsmarine übernommen und hier am 29. November 1919 Korvettenkapitän. 1924 wurde er nach einer Umstrukturierung des Marineamtes, Leiter der Nachrichtenstelle beim Reichswehrministerium. Am 1. April 1925 folgte seine Beförderung zum Fregattenkapitän und war 1926 weiterhin Leiter der Nachrichtenstelle. Am 1. Januar 1928 wurde er Kapitän zur See. Mit dem Charakter als Konteradmiral wurde er am 31. Oktober 1930 aus der Marine verabschiedet.
Später wurde er als Ergänzungsoffizier in der Reichsmarine wieder reaktiviert und war ab März 1932 Vorstand der Bücherei des OKW. 1939 wurde er als Vorstand zum Direktor ernannt. Ab Oktober 1940 war er als Nachfolger von Vizeadmiral Hans-Herbert Stobwasser Oberwerftdirektor bzw. Werftkommandant der Kriegsmarinewerft Lorient. Diese Position besetzte Matthiae bis Kriegsende. Im August 1944 stiftete Matthiae als Werftleiter der U-Boot-Werftanlagen La Pallice, Brest, Saint-Nazaire und Lorient das Westwerftleistungsabzeichen, um erfolgreiche Werftarbeiter der U-Boot-Werft auszuzeichnen. Am 15. September 1944 wurde er Vizeadmiral und war zugleich Seekommandant Lorient.
Bei Kriegsende geriet er in französische Kriegsgefangenschaft und blieb bis Ende 1945 gefangen.

## Werke (Auswahl)
- gemeinsam mit Wilhelm Fahrmbacher: Lorient: Entstehung und Verteidigung des Marine-Stützpunktes, 1940/1945. Prinz-Eugen-Verlag, 1956.